# Harry Crookshank
Harry Frederick Comfort Crookshank, 1er vicomte Crookshank, (27 mai 1893 - 17 octobre 1961), est un homme politique conservateur britannique. Il est ministre de la Santé entre 1951 et 1952 et leader de la Chambre des communes entre 1951 et 1955. 

## Jeunesse et éducation
Crookshank est né au Caire, en Égypte, fils de Harry Maule Crookshank et Emma, fille du major Samuel Comfort, de New York. Du côté de son père, il descend d'Alexander Crookshank, du comté de Longford, en Irlande, qui représentait Belfast à la Chambre des communes irlandaise et a été juge à la Cour des plaids communs en Irlande. Il fait ses études au Eton et au Magdalen College, Oxford. Pendant la Première Guerre mondiale, il rejoint le Hampshire Regiment et sert en tant que capitaine dans les Grenadier Guards . À une occasion, il est enterré vivant par une explosion pendant vingt minutes, et à une autre en 1916, il est castré par des éclats d'obus, l'obligeant à porter une hernie chirurgicale pour le reste de sa vie . Il reçoit de la Serbie l'Ordre de l'aigle blanc et la médaille d'or pour la vaillance . 
Il rejoint le service diplomatique en 1919 et travaille à l'ambassade britannique à Washington, DC, jusqu'en 1924. 

## Carrière politique
Il est élu député de Gainsborough en 1924, un siège qu'il occupe pendant les 32 années suivantes ,. Il entre au gouvernement en tant que sous-secrétaire d'État au ministère de l'Intérieur en 1934 sous Ramsay MacDonald. Lorsque Stanley Baldwin devient premier ministre en 1935, Crookshank est nommé secrétaire aux mines, poste qu'il conserve lorsque Neville Chamberlain devient premier ministre en 1937 jusqu'en février 1939. Dans la dernière année, il est admis au Conseil privé et fait Secrétaire financier du Trésor. Il reste dans ce poste lorsque Winston Churchill arrive au pouvoir en 1940, et est maître des postes sous Churchill entre 1943 et 1945. En 1942, on lui offre le poste de ministre britannique résident en Méditerranée à Alger après la libération de l'Algérie par l'opération Torch mais il décline, Harold Macmillan est nommé à la place . 
Lorsque les conservateurs reprennent le pouvoir avec Churchill en 1951, Crookshank est nommé ministre de la Santé et leader de la Chambre des communes, avec un siège au Cabinet. En 1952, il échange son poste au ministère de la Santé contre le poste sinécure de Lord du sceau privé, alors qu'il reste chef des Communes. Il occupe ces deux postes jusqu'en décembre 1955, la dernière année sous la direction d'Anthony Eden . Dans les honneurs du nouvel an 1955, il est fait compagnon d'honneur. Il prend sa retraite de la Chambre des communes en 1956  et est élevé à la pairie en tant que vicomte Crookshank, de Gainsborough dans le comté de Lincoln, en janvier de la même année. On lui avait offert une pairie en février 1940, mais il l'a refusée, l'ayant considérée à l'époque comme une insulte car ses blessures de la Première Guerre mondiale l'avaient rendu incapable de donner naissance à un héritier à un titre.

## Vie privée
Lord Crookshank est un franc-maçon de Rite écossais ancien et accepté et grand maître du Lincolnshire. 
Incapable à cause de ses blessures pendant la Première Guerre mondiale, d'avoir des enfants, Crookshank reste célibataire. Il est également (non publiquement) connu comme homosexuel et provoque un quasi scandale lorsqu'un de ses amants est désigné en tant que candidat conservateur pour la circonscription de Grimsby en 1958, avant de renoncer,. 
Son domicile de 1937 était situé au 51 Pont Street, Kensington, Londres, où en 1947, il a accueilli une réunion de députés d'arrière-ban qui ont demandé sans succès le départ de Churchill de son poste de chef du Parti conservateur. 
Il est décédé d'un Cancer à Chelsea, Londres, en octobre 1961, à l'âge de 68 ans. Le titre de vicomte s'est éteint avec lui. Ayant été depuis 1960 haut commissaire de la ville de Westminster, ses funérailles ont eu lieu à l'Abbaye de Westminster, puis il est enterré à la Cathédrale de Lincoln aux côtés de sa sœur, Helen Elizabeth Comfort Crookshank (1895–1948). 